# TRAVELERS (THE SQUAREの曲)
『TRAVELERS』は、THE SQUAREの5作目のシングル。1984年4月1日、CBS・ソニーより発売。

## 解説
前作シングルから2年半振りのリリース。
表題曲はスクェア8作目のアルバム『ADVENTURES』8曲目収録曲、『ADVENTURES』と同日発売。
カップリング『ALL ABOUT YOU』は『ADVENTURES』の2曲目収録曲。
『TRAVELERS』『ALL ABOUT YOU』ともサントリーホワイトのCM曲、スクェアのサックス奏者・伊東たけしが当CMに出演した。
なおこのシングル自体は既に廃盤、スクェアのシングル曲を収録したベストアルバム『THE SQUARE SINGLE COLLECTION』には『TRAVELERS』、『ALL ABOUT YOU』ともに収録。

## 収録曲
1. TRAVELERS
  - 作曲：和泉宏隆、編曲：THE SQUARE
2. ALL ABOUT YOU
  - 作曲：安藤まさひろ、編曲：THE SQUARE